# Niphona

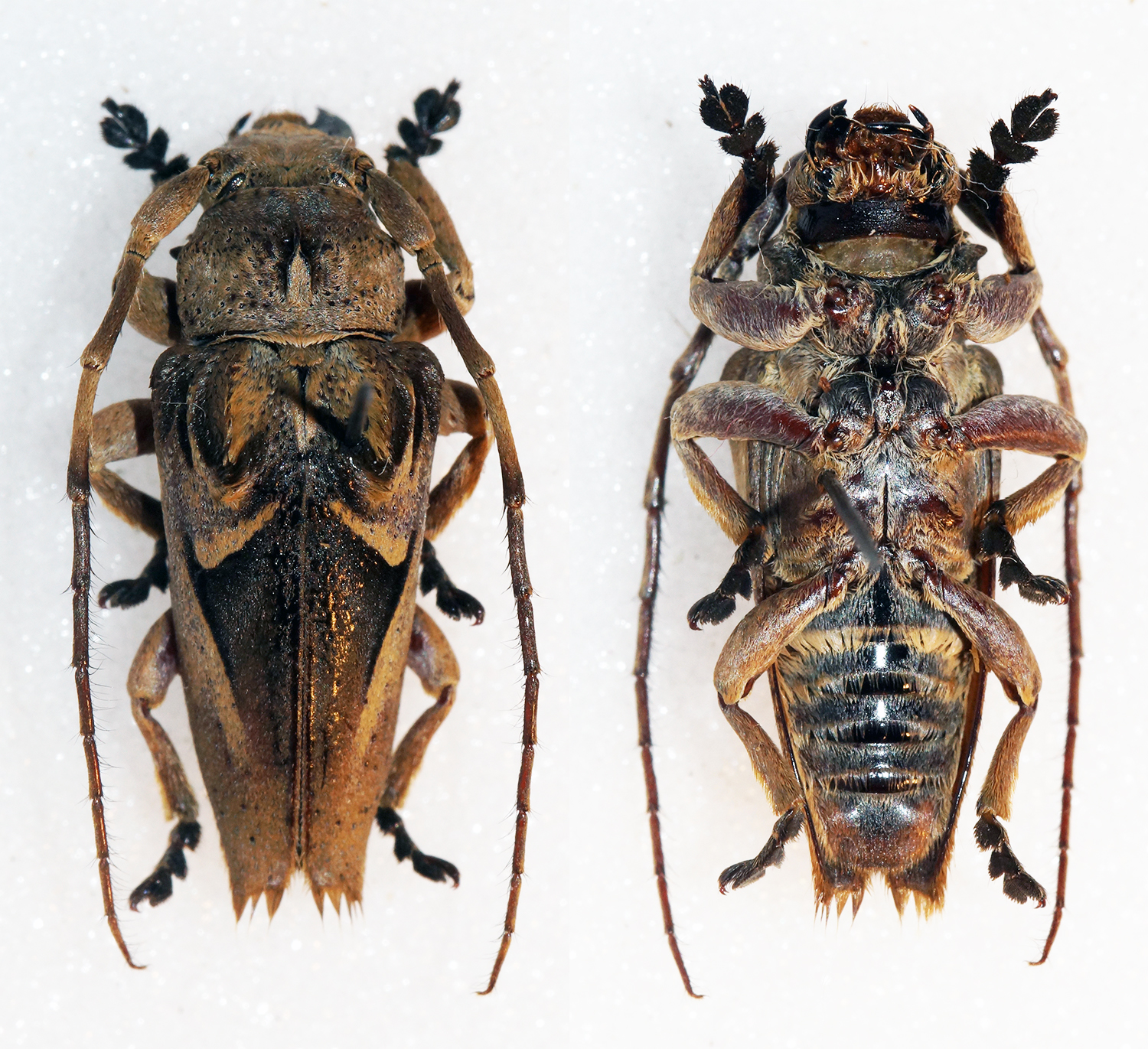
Niphona hookeri

Niphona – rodzaj chrząszczy z rodziny kózkowatych i podrodziny zgrzypikowych. 

## Zasięg występowania
Przedstawiciele tego rodzaju występują w płd. Europie, płd. Azji oraz w Afryce.

## Systematyka
Do Niphona należy 69 gatunków i 3 podrodzaje:

- Podrodzaj: Hamatoniphona  Pic, 1936
  - Niphona longicornis
- Podordzaj: Niphona Mulsant, 1839
  - Niphona affinis
  - Niphona albofasciata
  - Niphona albolateralis
  - Niphona alboplagiata
  - Niphona albosignatipennis
  - Niphona andamana
  - Niphona andamanica
  - Niphona appendiculata
  - Niphona appendiculatoides
  - Niphona arrogans
  - Niphona batesi
  - Niphona belligerans
  - Niphona borneana
  - Niphona borneensis
  - Niphona cantonensis
  - Niphona celebensis
  - Niphona chapaensis
  - Niphona chinensis
  - Niphona crampeli
  - Niphona dessumi
  - Niphona excisa
  - Niphona falaizei
  - Niphona fasciculata
  - Niphona furcata
  - Niphona fuscatrix
  - Niphona gracilior
  - Niphona hepaticolor
  - Niphona hookeri
  - Niphona indica
  - Niphona lateraliplagiata
  - Niphona lateralis
  - Niphona longesignata
  - Niphona lumawigi
  - Niphona lunulata
  - Niphona lutea
  - Niphona mediofasciata
  - Niphona micropuncticollis
  - Niphona nigrohumeralis
  - Niphona obliquata
  - Niphona obscura
  - Niphona orientalis
  - Niphona ornata
  - Niphona ornatoides
  - Niphona pannosa
  - Niphona parallela
  - Niphona paraparallela
  - Niphona philippinensis
  - Niphona picticornis
  - Niphona plagiata
  - Niphona plagiatoides
  - Niphona plagifera
  - Niphona pluricristata
  - Niphona princeps
  - Niphona proxima
  - Niphona regis-fernandi
  - Niphona rondoni
  - Niphona similis
  - Niphona stoetzneri
  - Niphona stramentosa
  - Niphona subgrisea
  - Niphona sublutea
  - Niphona subobscura
  - Niphona sumatrana
  - Niphona tibialis
  - Niphona variegata
  - Niphona vicina
  - Niphona yanoi
- Podordzaj: Spinoniphona Hua, 1989
  - Niphona longzhouensis